# Іоел
Іоел (*д/н — 575) — цар Аксуму в 560—575 роках.

## Життєпис
Ймовірно син царя Вазаба. Відомий насамперед зі своїх золотих монет, де на аверсі царя зображено у профіль з написом «цар Іоел» мовою ґеез, на реверсі — хрест з написом грецькою мовою «Христос з нами».
В цей час колишні васали Алва і Мукурра стають повністю незалежними від Аксуму. Потуги набуває царство Нобатія. На півдні все більшою загрозою для аксумітів стає держава Харла, яка почала боротьбу за контроль на морськими торгівельними шляхами в Аравійському морі.
Помер Іоел близько 575 року. Трон спадкував Хатаз.